# Belle
Belle és el nom d'un programa d'escacs i l'equip dedicat al qual s'executava. Va ser desenvolupat per Joe Condon i Ken Thompson als Laboratoris Bell entre els anys 1970 i 1980.
L'equip Belle va ser el primer construït amb l'únic propòsit de jugar als escacs, és el principal programa del seu temps i va arribar a obtenir un Elo de 2250 punts, i oficialment a la categoria de mestre el 1983. Gràcies al "maquinari dedicat" per al generador de "cops" i l'avaluació de la situació, Belle era capaç de calcular 160.000 posicions per segon.
Belle va guanyar el Campionat del Món d'Escacs per ordinador el 1980 i el campionat d'escacs per ordinador d'Amèrica del Nord organitzat per l'ACM els anys 1978, 1980, 1981, 1982 i 1986.
El 1982, Belle va ser confiscat pel Departament d'Estat dels Estats Units a l'Aeroport Internacional John F. Kennedy quan anava cap a la Unió Soviètica per participar en un torneig d'escacs; la raó adduïda va ser que es tractava d'una transferència il·legal de tecnologia (no autoritzada) a un país estranger. Belle va ser retornat per la duana després d'un mes i una multa de 600 $.